# فرودگاه بین‌المللی اسمره
فرودگاه بین‌المللی اسمره (به انگلیسی: Asmara International Airport) یک فرودگاه نظامی و همگانی با کد یاتا ASM است که یک باند فرود آسفالت دارد و طول باند آن ۳۰۰۰ متر است. این فرودگاه در شهر اسمره کشور اریتره قرار دارد و در ارتفاع ۲۳۳۵ متری از سطح دریا واقع شده‌است.

## شرکت‌های هواپیمایی و مقصدهای پروازی

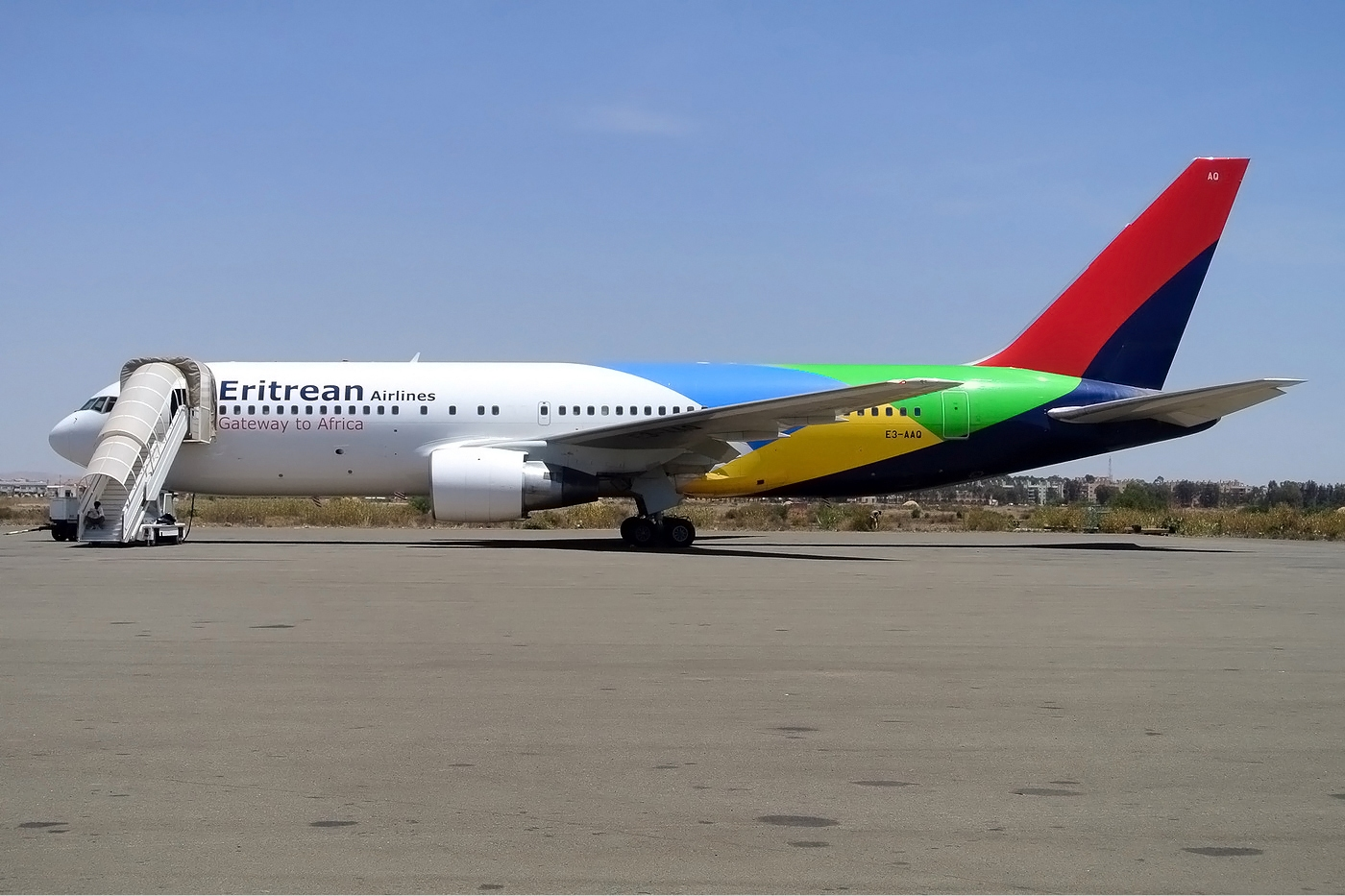
بوئینگ 767-200ER خطوط هوایی اریتره

| شرکت‌های هواپیمایی | مقصدهای پروازی                    |
| ----------------- | --------------------------------- |
| هواپیمایی مصر     | قاهره                             |
| اریترین ایرلاینز  | قاهره، دوبی، ملک عبدالعزیز، خرطوم |
| فلای‌دبی           | دوبی                              |
| نووا ایرویز       | خرطوم                             |
| سودان ایرویز      | خرطوم                             |
| ترکیش ایرلاینز    | آتاترک                            |